# Distretto di Atwima Mponua
Il distretto di Atwima Mponua (ufficialmente Atwima Mponua District, in inglese) è un distretto della regione di Ashanti del Ghana.